# Hökåsen
Hökåsen is een plaats in de gemeente Västerås in het landschap Västmanland en de provincie Västmanlands län in Zweden. De plaats heeft 2827 inwoners (2005) en een oppervlakte van 161 hectare.

## Verkeer en vervoer
Bij de plaats loopt de Riksväg 56.